# The Fylde

Posizione della pianura costiera The Fylde

Area postale FY

The Fylde è una pianura costiera nel Lancashire occidentale, Inghilterra. Si tratta di una penisola di circa 20 km² delimitata a nord da Morecambe Bay, dall'estuario del fiume Ribble a sud, dal mare d'Irlanda a ovest e dalle pendici delle colline Bowland a est.

## Geografia
È una piatta pianura alluvionale in parte con depositi di torba, una volta oggetto di estrazione. Costituisce la parte occidentale di quell'area una volta nota come Amounderness. Il fiume Wyre scorre attraverso the Fylde da Garstang, sul margine orientale, verso occidente verso Poulton e quindi verso nord fino al mare a Fleetwood.
La costa occidentale è quasi interamente urbanizzata. Ne fanno parte le città di Fleetwood, Cleveleys, Blackpool, St Annes e Lytham. Quest'area forma la Blackpool Urban Area. La parte centromeridionale del Fylde include le città più piccole di Kirkham e Wesham. Il resto della penisola è rurale.